# Севастопольська в'язниця
Севастопольська в'язниця — нині неіснуючий пенітенціарний заклад у Севастополі. В'язниця була побудована в жовтні 1898 року, розташована за адресою: вул. Херсонеська (нині — пл. Повсталих, 4).

## Історія

### У царські часи
Від початку будівництва й до березня 1917 року перебувала у відомстві Севастопольського градоначальника. При в'язниці на 118 місць були майстерні: слюсарна, ковальська, кравецька, шевська, палітурна. Для перевиховання ув'язнених тут були школа грамоти й домова церква Св. Миколая всередині периметра охорони. Серед відомих арештантів у передреволюційні роки — есери О. Г. Андрєєв, О. С. Гриневський (1903—1905 роки), який намагався втекти й посаджений у карцер, і його колега по партії Б. В. Савінков (1906 рік), засуджений до смертної кари і втік, член РСДРП В. О. Антонов-Овсієнко (1907 рік). Олександр Гриневський згадував:

Меня отвели в участок; из участка ко мне в комнату, сделали обыск, забрали много литературы и препроводили в тюрьму. Никогда не забыть мне режущий сердце звук ключа тюремных ворот, их тяжкий, за спиной, стук… Отведённый в камеру, я предался своему горю в таком отчаянии и исступлении, что бился о стену головой, бросился на пол, в безумии тряс толстую решётку окна.

За нетяжкими статтями режим був досить м'яким. Ув'язнених удень випускали на подвір'я, вони могли купувати продукти, передавати кореспонденцію в місто. Есер, майбутній письменник М. Н. Нікандров у Севастопольській в'язниці почав літературну кар'єру.Зі збірки К. Г. Паустовського «Наодинці з осінню», оповідання «Потік життя (нотатки про прозу Купріна)»:

Однажды Никандров получил через уголовного, прибиравшего камеры, записку. В ней было сказано, что если Никандров набросает на бумаге свои устные рассказы и передаст их автору этой записки, то рассказы можно будет напечатать в севастопольской газете и даже получить за них гонорар. Под запиской стояла незнакомая Никандрову подпись — Гриневский. Это был А. С. Грин. Никандров набросал свои озорные рассказы, переслал их Грину, и вскоре рассказы действительно были напечатаны. После освобождения из тюрьмы Никандров зашел в редакцию севастопольской газеты. Там на его имя лежало письмо из Балаклавы от Куприна. Куприн с восхищением отзывался о рассказах Никандрова и приглашал неизвестного автора к себе.
Після виходу царського маніфесту у в'язниці 18 (31) жовтня 1905 року зібралася демонстрація, присутні вимагали звільнити всіх політичних ув'язнених. Серед демонстрантів був П. П. Шмідт. Під час розгону демонстрації вбито 8 і поранено понад 50 осіб. Саме ця подія дала за радянських часів назву району навколо в'язниці — площа Повсталих. 15 червня 1907 році у в'язниці сталася велика втеча 21 ув'язненого, організована анархістами. Спогади організатора К. Цитовича:

«Впиваюсь в пространство глазами и ясно-ясно вижу в тюремном окошке красный платок. „Значит, побег состоится“, — успокаиваю себя я. Поднимаю правую руку с платком — условный знак стоящим в овраге товарищам, ожидающим моего сигнала. Николай и его спутник анархист должны извлечь из мусора припрятанный в овраге снаряд и доставить его к заранее условленному месту у тюремной стены, где и ждать с тюремного двора особого сигнала для его взрыва… … О, великая радость!… Сердце готово разорваться на части. Все мы ясно видим, как из образовавшейся в стене бреши, точно безумные, выскакивают наши товарищи, которые, не медля ни минуты, по получении от нас оружия, одежды и адресов, разбегаются в разные стороны»

### 1917—1918 роки
З осені 1917 по квітень 1918 року в'язниця належала слідчій комісії Севастопольської Ради військових і робітничих депутатів. Під час першого захоплення радянською владою взимку 1917—1918 років основними ув'язненими були флотські офіцери. 26 січня 1918 був заарештований голова Курултаю, муфтій Криму Ч. Челебієв, пізніше 23 лютого без суду страчений матросами.
23 лютого вважається днем безсудних розстрілів в'язнів — цього дня Севастопольська рада дозволила коменданту в'язниці видати ув'язнених натовпу матросів, які катували їх і, розстрілявши, кидали в море. Загинули контр-адмірал М. Г. Львов, капітан 1 рангу Ф. Ф. Карказі, капітан 2 рангу І. Г. Цвінгман, старший городовий Синиця, полковники фортеці М. А. Шперлінг, Ф. Г. Яновський, капітан 2 рангу Б. В. Вахтін — командир гідрокрейсера «Прінчіпесса Марія», лейтенант Г. К. Прокоф'єв, мічман Л. В. Целіцо, поручик І. Н. Доценко.

### 1918—1920 роки
У серпні 1918 року майбутній перший комісар з військово-морських справ П. Ю. Дибенко, перебуваючи в Севастополі, був заарештований Кримським крайовим урядом, але в жовтні обміняний на полонених німецьких офіцерів. Пів місяця він сидів у севастопольській в'язниці. При спробі втекти був спійманий, закутий у кайдани і перевезений в одиночну камеру сімферопольської в'язниці.
З кінця червня 1919 по середину листопада 1920 року в'язниця підпорядковувалася коменданту фортеці Севастополь. За білих серед ув'язнених були засуджені за наказами Головнокомандувача Збройних сил Півдня Росії А. І. Денікіна за факти служби «у військах або військових установах Збройних більшовицької республіки кого-небудь із чинів». Також у в'язниці перебували офіцери, солдати і чиновники білої армії, загальнокримінальні злочинці за важкими статтями. Радянські й партійні працівники, військовополонені Червоної армії, учасники підпілля в тилу білої армії, бійці партизанського загону П. В. Макарова, учасники страйку на Морському заводі в червні 1920 року.
У 1919 році в Севастопольській в'язниці за підозрою в допомозі підпіллю був ув'язнений поет, колишній гімназист І. Л. Сельвінський, причому в тюрмі він і далі писав вірші.
У червні 1919 року під час короткого повернення червоних був заарештований і 8 днів перебував у камері Севастопольської НК архімандрит Веніамін.
У липні 1919 року відома анархістка М. Г. Нікіфорова (Маруся) була захоплена разом із чоловіком Вітольдом Бжестоком у Севастополі контррозвідкою білих. 29 липня (11 серпня) вони були заарештовані й поміщені у в'язницю, 3 (16) вересня суд засудив їх до смертної кари через повішення. У газеті «Киевская жизнь» від 11 (24) вересня 1919 року, в рубриці «У визволеній Росії», розміщено статтю «Страта М. Нікіфорової»: "У Севастополі, за вироком військово-польового суду, страчена відома Маруся Нікіфорова (Марія Бржостська), командірша загону «анархістів-комуністів».

### Великий терор
У роки великого терору в Севастополі відбулася низка процесів: репресії за «національними лініями» (1937—1938) — особливо українці, греки, турки, болгари, німці, поляки, італійці — та окремо репресії проти кримськотатарських націоналістів і членів партії Міллі Фірка (відносно невелика частка, пов'язана з малою кількістю кримських татар у Севастополі), репресії проти командного складу Чорноморського флоту і РККА 1937—1938, репресії проти державного і партійного керівництва, репресії під час чисток усередині НКВС. Перших керівників зазвичай етапували до Сімферополя або Москви, місцевих допитували й розстрілювали в Севастополі.

### Під час і після Німецько-радянської війни
Німці, захопивши Севастополь, використовували в'язницю як лазарет для радянських військовополонених із суворим режимом. Після визволення Севастополя у в'язниці утримували німецьких військовополонених. У 1945 році сюди був етапований в очікуванні Севастопольського судового процесу за військові злочини в Криму німецький генерал-полковник Густав Єнеке і ряд інших німецьких вояків (у 1947 році їх засудили на 25 років, у 1955-му передали ФРН).

### Найвідоміші в'язні Севастопольської в'язниці

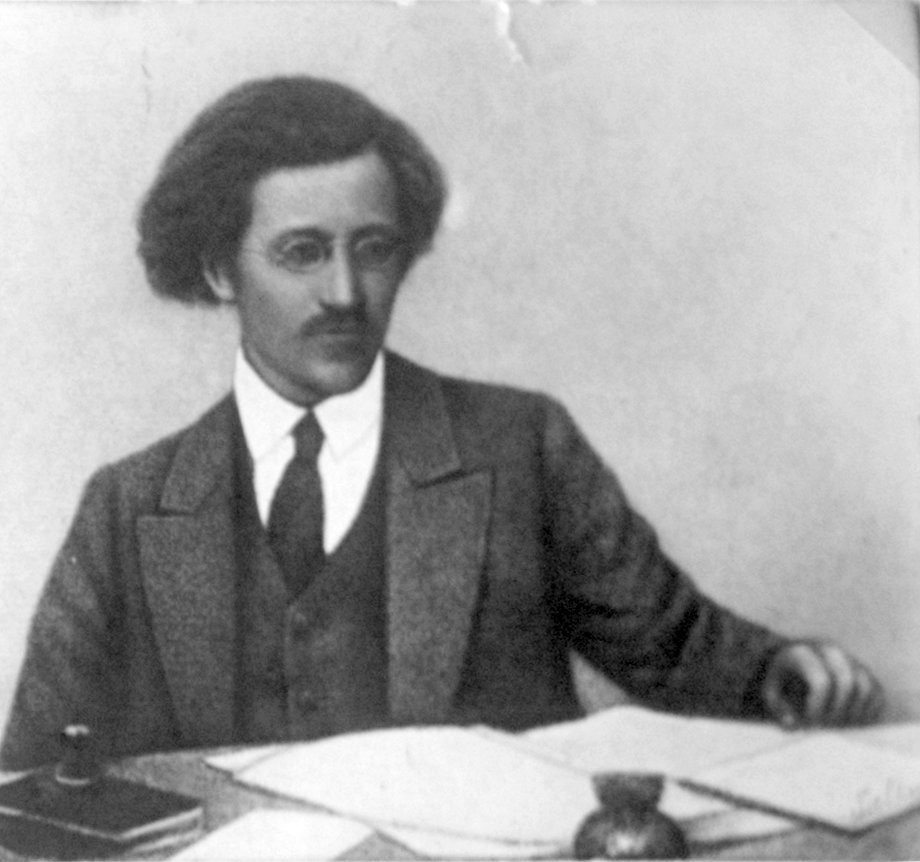
Більшовик В. О. Антонов-Овсієнко
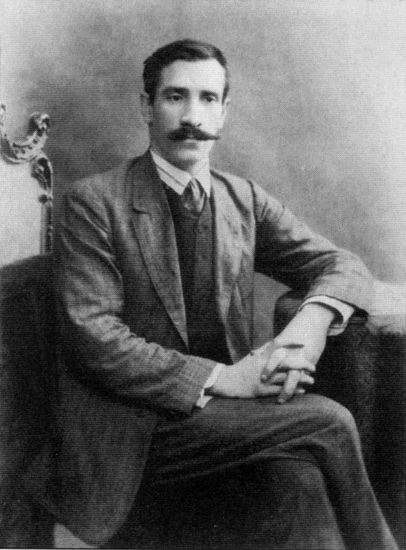
Есер О. С. Гріневський, згодом письменник О. Грін
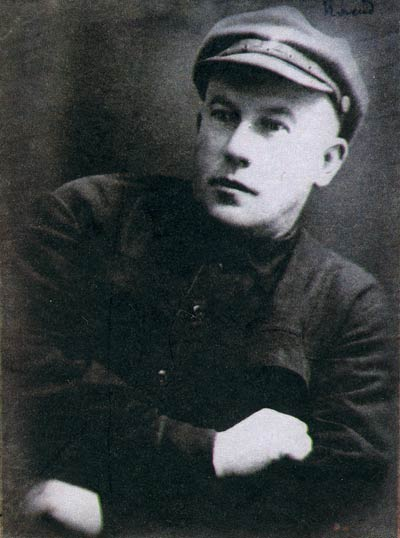
Есер М. Н. Нікандров, згодом письменник
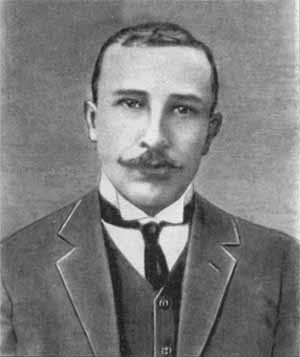
Есер Борис Савінков, засуджений до смерті, втік
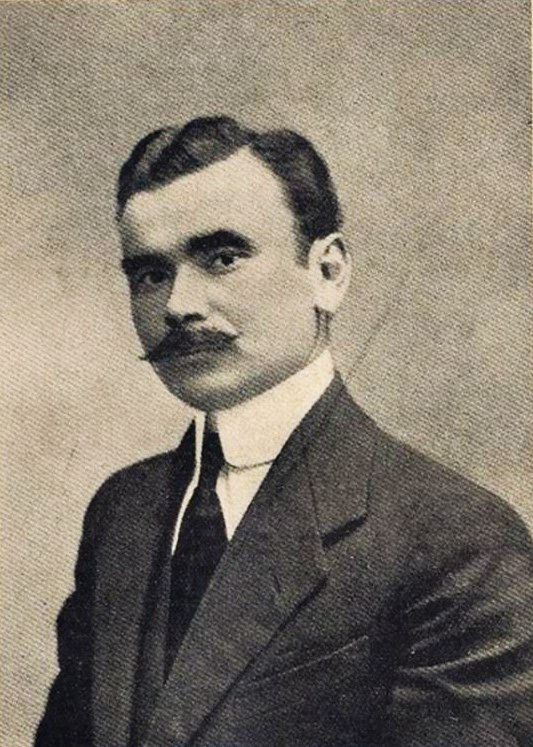
Голова уряду Кримської Народної Республіки, муфтій Криму Номан Челебіджіхан, убитий без суду
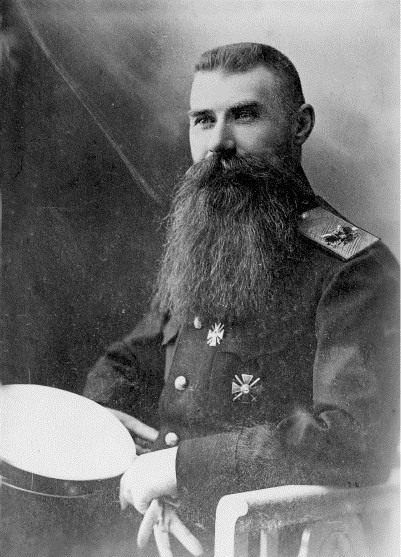
Контр-адмірал М. Г. Львов, без суду вбитий матросами
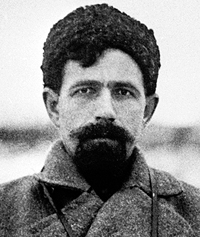
Більшовик П. Ю. Дибенко, згодом 1-й Нарком РРФСР із військово-морських справ
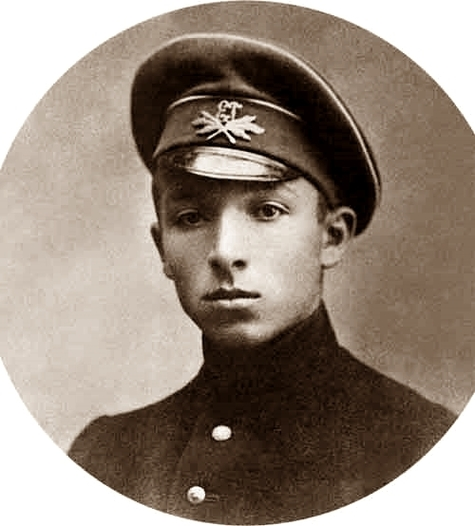
І. Л. Сельвінський, згодом поет
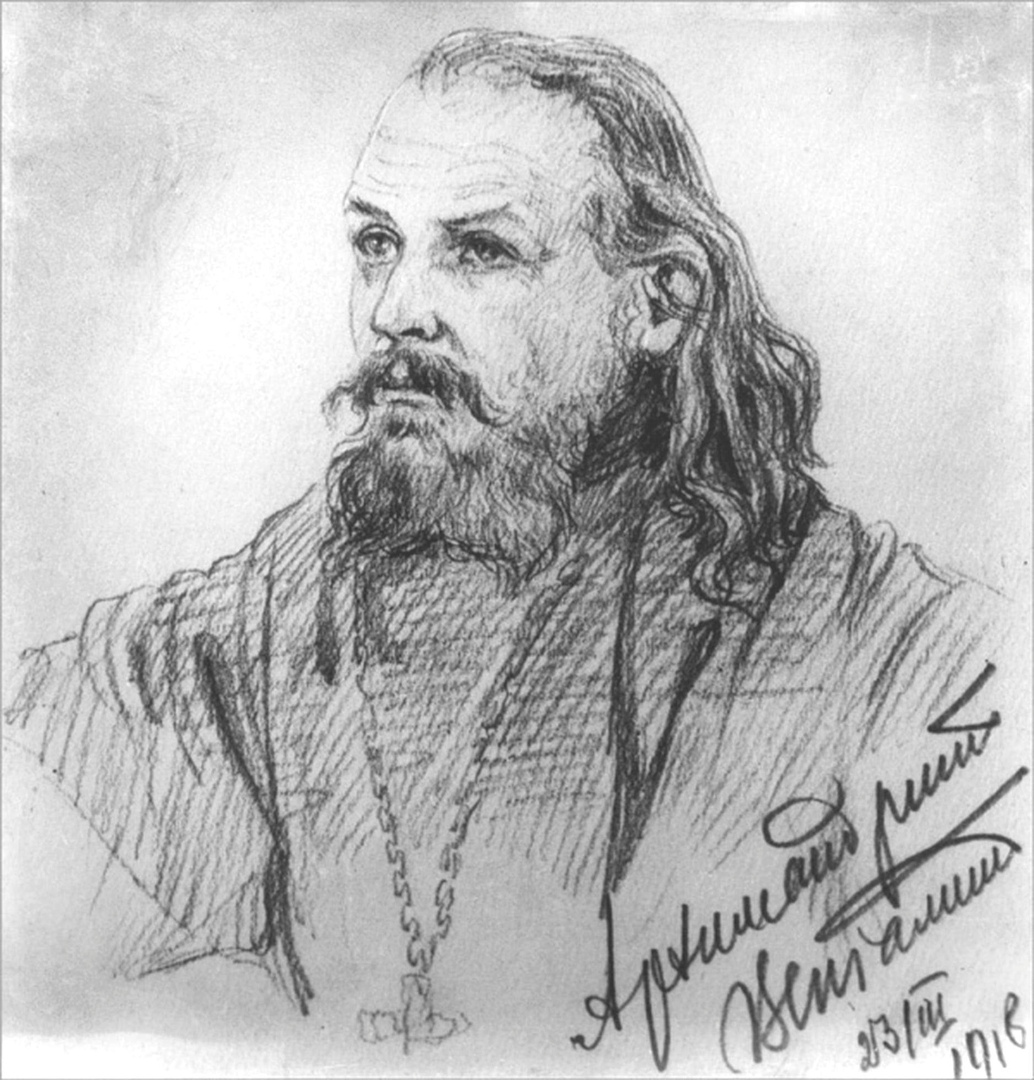
Архімандрит Веніамін (Федченко), згодом митрополит
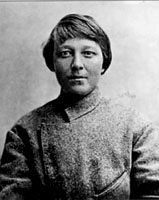
Анархістка М. Г. Нікіфорова (Маруся), засуджена до смерті, повішена

## Сучасний стан

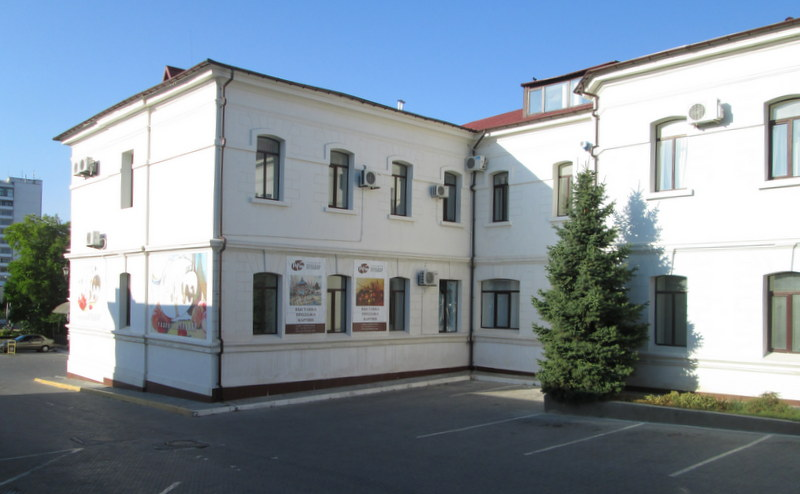
Колишня будівля в'язниці

У радянські часи в будівлі в'язниці після її закриття розмістили підприємство «Ера» — майстерні з ремонту електроустаткування. Після розпаду СРСР воно перейшло до рук підприємців, наразі тут розташований торговий центр «Новий бульвар», частина приміщень здається в оренду. На нижніх поверхах розташовуються магазини, а на верхніх — офіси.
Зараз місто Севастополь не має власного слідчого ізолятора, всіх ув'язнених етапують до СІЗО-1 у місто Сімферополь, яке тривалий час переповнене понад усі нормативи. Розглядається питання про будівництво ізолятора в Севастополі.

## Музеєфікація
Музейна кімната Олександра Гріна відкрита 2012 року в Севастополі, у будівлі колишньої в'язниці за адресою: пл. Повсталих, 4, корпус 1 (нині ТЦ «Новий бульвар»). Кімната розташована в приміщенні одиночної камери, де він сидів у 1903—1905 роках за звинуваченням у пропаганді революційних ідей. Стіни приміщення розписав член Спілки художників України В. Адєєв, ініціатор створення музею. Приміщення передано музею власниками будівлі. На карті Севастополя вказані місця, перенесені та описані О. Гріном у його творах. Експозиція ознайомлює з історією створення Севастопольської в'язниці з 1898 року, революційною діяльністю есера Гріневського в Севастополі та його перебуванням у в'язниці. Музей відкритий під егідою Національного музею героїчної оборони та визволення Севастополя. Відкриття відбулося напередодні 130-річчя від дня народження О. С. Гріна.